# Wirecard
Die Wirecard AG war bis zur Insolvenz ein börsennotierter deutscher Zahlungsdienstleister und Finanzdienstleister.
Wirecard bot Lösungen für elektronischen Zahlungsverkehr, Risikomanagement sowie Herausgabe und Akzeptanz von Kreditkarten an. Das Unternehmen war von September 2018 bis Juni 2020 im DAX gelistet. Die Tochtergesellschaft Wirecard Bank AG verfügte bis zum 9. Dezember 2021 über eine deutsche Banklizenz.
Am 25. Juni 2020 meldete Wirecard Insolvenz an, nachdem bekannt geworden war, dass die Saldenbestätigungen für Treuhandkonten in Höhe von 1,9 Milliarden Euro gefälscht waren, und das Testat für den Jahresabschluss 2019 verweigert wurde. Der langjährige Vorstandsvorsitzende Markus Braun trat zurück und wurde später verhaftet. COO Jan Marsalek verlor seine Stellung, tauchte ab und wird seit Ende Juni 2020 von der deutschen Polizei mit einem internationalen Haftbefehl wegen Betrugs gesucht.
Wirecards Insolvenz führte bundesweit zu einem politischen Skandal und löste Kritik an der Struktur der deutschen Finanzmarktaufsicht aus. Die BaFin sah sich Vorwürfen der Inkompetenz und unmäßiger Nähe zu Wirecard-Führungskräften ausgesetzt. Infolge des Skandals kündigte die Bundesregierung Anfang 2021 Reformen der zuständigen Aufsichtsbehörden an. BaFin-Präsident Hufeld wurde infolge der Reorganisation abberufen. Der 19. Deutsche Bundestag setzte den Wirecard-Untersuchungsausschuss ein.

## Geschichte

### Gründung und erste Insolvenz

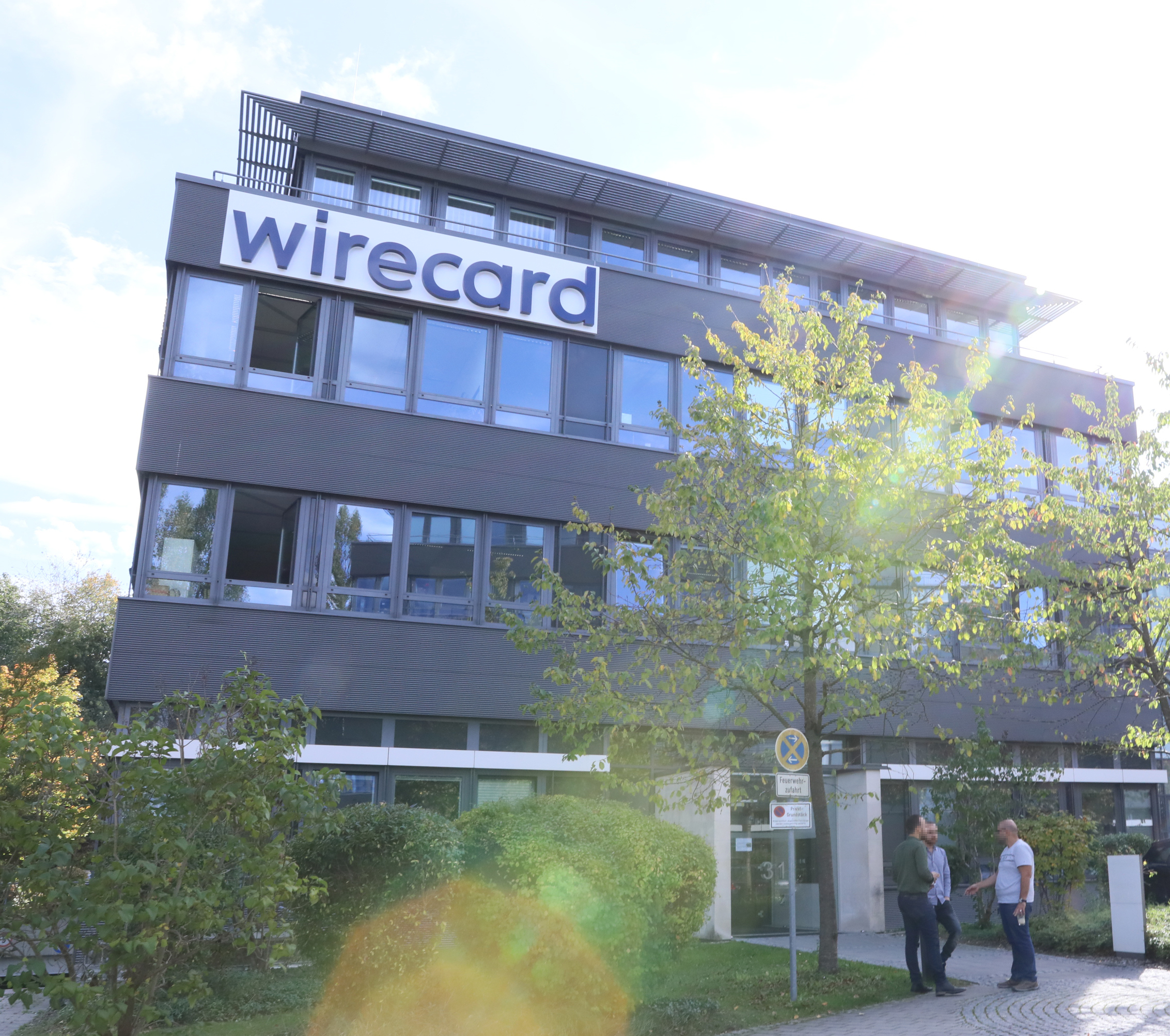
Sitz von Wirecard in Aschheim (2019)

Der Mitgründer Detlev Hoppenrath stellte seinem Partner Peter Herold, dem Geschäftsführer der Securitas Internet Systems GmbH, 1998 seine Geschäftsidee von der Ausgliederung des elektronischen Zahlungsverkehrs vor, als der Onlinehandel noch in den Anfängen steckte. In dem Unternehmen wurde daraufhin ein eigener Geschäftsbereich für die Entwicklung des Produkts Wire Card gebildet, das bis Oktober 1998 in Kooperation mit der Online-Agentur Plan.Net fertig entwickelt wurde.
Das Start-up Wire Card entstand 1999 in München-Lehel durch Ausgliederung des Geschäftsbereichs und erhielt in einer ersten Finanzierungsrunde 4 Mio. Deutsche Mark vom Münchner Wagniskapitalgeber Technologieholding (im Jahr 2000 übernommen von 3i). Erster Vorstandsvorsitzender des Unternehmens war Hoppenrath, Herold übernahm den Aufsichtsratsvorsitz und gab diesen im Folgejahr ab. Der Unternehmensname spielte auf die Verbindung zwischen Kreditkarte und Internet an. Die vom Unternehmen entwickelte Software stellte eine Schnittstelle zwischen Kreditkartenunternehmen, Onlinehändlern und deren Kunden her. Sie leitete die Zahlungsdaten des Kunden an den Händler und an Kreditkartenorganisationen weiter und analysierte in kurzer Zeit, ob der Kunde vertrauenswürdig ist. Wire Card war daher ein früher Payment-Service-Provider. Für das Acquiring wurde eine Partnerschaft mit der Citibank geschlossen, nachdem andere Banken eine Partnerschaft abgelehnt hatten. Erste Kunden waren CTS Eventim und Spar.
Im Jahr 2000 erhielt Wire Card einen zweistelligen Millionen-DM-Betrag vom Wagniskapitalgeber Kappa IT Ventures. Im selben Jahr stellte Hoppenrath Jan Marsalek als „Director Technology“ ein, da dieser sich mit dem Wireless Application Protocol auskannte und bei seinem bisherigen Arbeitgeber Onlineshops und eine Anwendung zur Zahlung über Mobiltelefone entwickelt hatte. Im Anschluss scheiterte ein intern als Wirecard 2.0 bezeichnetes Projekt, in dem die gesamte Plattform neu programmiert werden sollte, nachdem Marsalek den Vorstand nicht über Probleme unterrichtet hatte, was Kosten von 2 Mio. DM verursacht haben soll und die Existenz des Unternehmens bedrohte. Hoppenrath degradierte Marsalek daraufhin. Wire Card holte sich Hilfe bei der Wirtschaftsberatung KPMG, die im Oktober 2000 ihren Berater Markus Braun zum Unternehmen schickte. Kurz darauf wurde dieser als „Chief Technology Officer“ von Wire Card eingestellt. Hoppenrath wechselte im Mai 2001 in den Aufsichtsrat, nachdem das Unternehmen seinen Sitz nach Aschheim verlegt hatte.
Im Oktober 2001 erklärte der Münchner Unternehmer Paul Bauer-Schlichtegroll gegenüber Braun, an einer Beteiligung oder Übernahme von Wire Card interessiert zu sein. Sein Unternehmen EBS electronic billing systems AG (EBS), gegründet 1998 als EPM AG Entertainment Print Media, betrieb kostenpflichtige Porno-Websites, deren Zugang über selbstentwickelte Dialer abgerechnet wurde. Im November 2001 verschwanden bei einem angeblichen Einbruch in die Geschäftsräume von Wire Card die Laptops von Braun und Marsalek. Die Verhandlungen mit EBS scheiterten, und Wire Card musste Insolvenz anmelden. Da Gründer Detlev Hoppenrath Insider hinter dem Diebstahl vermutete, erstattete er im Januar 2002 Strafanzeige gegen den Vorstand wegen des Verdachts, dass die Insolvenz für die Überführung von Wire Card in die EBS missbraucht werden solle. Die Staatsanwaltschaft München stellte die Ermittlungen ergebnislos ein, und Hoppenrath verließ den Aufsichtsrat im Oktober 2001.

### Übernahme durch EBS und Börsennotierung
EBS konnte Wire Card im Januar 2002 übernehmen. Die EBS electronic billing systems firmierte um in ebs Holding AG und fungierte als Holdinggesellschaft. Im Mai 2002 wurden die EBS-Tochterunternehmen umgruppiert und Wire Card sollte mit seiner Corporate Clearing Center genannten Plattform zur Abwicklung von Finanzprozessen für Großunternehmen und dem Risikomanagementsystem Corporate Trust Center zum Schutz vor Zahlungsausfällen im elektronischen Handel am Markt auftreten. Nach der Übernahme von Wire Card betrug der Umsatz der EBS-Gruppe im Jahr 2002 ca. 72 Millionen Euro, der Gewinn vor Steuern 9 Millionen Euro.
Die Vorgängergesellschaft von Wirecard bezüglich des Börsengangs war die InfoGenie Europe AG mit Sitz in Berlin, deren Aktien seit Oktober 2000 im Börsensegment Neuer Markt gelistet waren. Sie bot als Dienstleister telefonische Ratgeber-Hotlines zu unterschiedlichen Themen an. Im März 2002 erwarb das EBS-Tochterunternehmen EBS Mobil mehr als 25 % der Unternehmensanteile. Als die Aktie nach Kursverlusten ein Pennystock wurde, wollte der Börsenbetreiber Deutsche Börse sie vom Neuen Markt ausschließen, was ihm aber im April 2002 gerichtlich untersagt wurde. Mitte Dezember 2004 beschloss eine außerordentliche Hauptversammlung von InfoGenie, die nicht börsennotierte Wire Card AG durch eine Kapitalerhöhung gegen Sacheinlage zum 1. Januar 2005 in InfoGenie einzubringen und InfoGenie in Wire Card umzubenennen.
So wurde die Wire Card AG durch ein Reverse-IPO eine im Börsensegment Prime Standard gelistete Aktiengesellschaft. Paul Bauer-Schlichtegroll zog in den Aufsichtsrat ein und Markus Braun wurde Vorstandsvorsitzender. Im Juni 2006 wurde Wire Card in Wirecard umbenannt. Ebenfalls 2006 wurde Wirecard in den TecDAX aufgenommen und im September 2018 in den DAX.

### Internationales Wachstum
2007 wurde Wirecard Asia Pacific in Singapur gegründet. 2008 führte Wirecard virtuelle Prepaid-Kreditkarten für Online-Zahlungen ein und im folgenden Jahr zur Betrugserkennung eine Fraud Prevention Suite, die auch KI und maschinelles Lernen nutzt. 2014 expandierte Wirecard nach Neuseeland, Australien, Südafrika und in die Türkei.
Durch den Kauf der Prepaid Card Services von der Citigroup war Wirecard seit 2016 auch in Nordamerika vertreten. Im gleichen Jahr übernahm das Unternehmen einen südamerikanischen Internet-Zahlungsdienstleister in Brasilien.
2019 beteiligte sich Softbank an Wirecard. Durch den Kauf der AllScore Payment Services aus Peking war Wirecard seit November 2019 auch in China vertreten. Kanzlerin Merkel hatte bei ihrer China-Reise im September 2019 dafür geworben – unter Vermittlung von Karl-Theodor zu Guttenberg, eines Lobbyisten des Konzerns.

### Bilanzskandal und Insolvenzantrag

#### Kritik an Wirecard und Manipulationsvorwürfe
Im Mai 2008 veröffentlichte ein unter Pseudonym schreibender Benutzer in einem Internetforum eine kritische Analyse zur Wirecard-Aktie. Er bemängelte intransparentes Reporting, hinterfragte die hohe Profitabilität und vermutete wegen der dennoch regelmäßig erfolgten Kapitalerhöhungen „systematische Ausplünderung der Erlöse aus den Kapitalerhöhungen“. Da die Schutzgemeinschaft der Kapitalanleger (SdK) Wirecard im Sommer 2008 falsche bzw. irreführende Bilanzierung vorwarf, beauftragte Wirecard die Wirtschaftsprüfungsgesellschaft Ernst & Young mit einem Sondergutachten für das Geschäftsjahr 2007. Später wurde bekannt, dass SdK-Mitglieder, animiert durch den Forumsbeitrag, über Differenzkontrakte auf fallende Kurse vor Bekanntmachung der Bilanzdefizite spekulierten. Auch Fondsmanager der Privatbank Sal. Oppenheim setzten auf fallende Kurse und wiesen institutionelle Anleger zugleich vor Bekanntwerden der Vorwürfe auf Bilanzfehler hin, was als Kursmanipulation gelten kann.
Da die Aktie um fast 70 % fiel, erstattete Wirecard Ende Juni 2008 Anzeige bei der Staatsanwaltschaft gegen Fondsmanager von Sal. Oppenheim, die einen Mitarbeiter freistellte, und Funktionäre der SdK. Nach Ermittlungen der Staatsanwaltschaft München wurden zwei SdK-Vertreter in Untersuchungshaft genommen, die später gegen sie verhängten Haftstrafen erhielten sie jedoch nur wegen anderer, ähnlicher Fälle. Der Verfasser des Forumsbeitrags wurde von der Polizei vernommen, die Ermittlungen gegen ihn wurden jedoch eingestellt. Wirecard galt im Vorgehen gegen kritische Journalisten, Anleger und Konkurrenten als aggressiv; die Anwälte des Konzerns meldeten sich schon bei Kleinigkeiten; manche kritische Beobachter sollen beschattet worden sein.
Da die Wirecard-Aktie durch eine Falschmeldung des Nachrichtendienstes Goldman, Morgenstern & Partners (GoMoPa) im April 2010 um mehr als 30 Prozent fiel, leitete die Bundesanstalt für Finanzdienstleistungsaufsicht (BaFin) eine Ermittlung ein. Ein Ermittlungsverfahren der Staatsanwaltschaft München I gegen GoMoPa wurde mangels Nachweis im Oktober 2012 eingestellt. Im Februar 2016 fiel der Kurswert aufgrund eines Berichts des auch unter erfahrenen Analysten zuvor unbekannten Analyse-Unternehmens Zatarra Research & Investigation erneut ab. Darin warfen anonyme Analysten Wirecard illegale Praktiken vor. Die Staatsanwaltschaft München beantragte im Dezember 2018 nach Abschluss ihrer Ermittlungen einen Strafbefehl wegen Marktmanipulation gegen den Herausgeber des Berichts, einen bekannten Leerverkäufer. Im Mai 2020 wurde das Verfahren mit der Auflage der Zahlung eines niedrigen fünfstelligen Betrags an gemeinnützige Einrichtungen eingestellt.
Auch im Februar 2017 berichtete das Manager Magazin über intransparente Bilanzierungen. Wirecard wies diese Vorwürfe als unbegründet zurück.
Bereits 2018 erkannte Fahmi Quadir, Gründerin des New Yorker Hedgefonds Safkhet Capital, kriminelle Machenschaften von Wirecard. Sie bezeichnete das Unternehmen als gigantische Geldwaschmaschine. Ihre Informationen, die sie im Frühjahr 2019 an die BaFin weiterleitete, wurden nach ihren Aussagen von der Behörde nicht weiterverfolgt. Die BaFin hatte der Deutschen Prüfstelle für Rechnungslegung (DPR) im Februar 2019 wegen Ungereimtheiten in der Halbjahresbilanz von 2018 einen Prüfauftrag gegeben. Laut der Frankfurter Allgemeinen Sonntagszeitung war mit der 16 Monate andauernden komplexen Prüfung bei der DPR im Wesentlichen nur ein Mitarbeiter betraut.

#### Financial-Times-Bericht und weitere Zuspitzung der Lage
Mit einer Artikelserie namens House of Wirecard (anspielend auf die Serie House of Cards und das englische Wort für Kartenhaus) im Blog FT Alphaville der Financial Times (FT) wiesen Dan McCrum und die Singapur-Korrespondentin Stefania Palma in Zusammenarbeit mit Olaf Storbeck und John Reed ab 2015 auf Unstimmigkeiten in der Wirecard-Bilanz hin. Im Oktober 2018 erhielt McCrum (sowie danach unter anderem auch BaFin und Ernst & Young) von Whistleblower Pav Gill ein umfangreiches Dossier mit belastenden Beweisen. Anfang Februar 2019 fiel der Wirecard-Aktienkurs von gut 167 Euro auf bis unter 86 Euro aufgrund dreier Berichte der Financial Times: Mitarbeiter in Singapur hätten Kunden und Umsätze erfunden, um eine Geschäftslizenz in Hongkong zu erhalten und die Ertragsziele von Wirecard zu erreichen. Am 8. Februar 2019 durchsuchten Polizeibeamte die Filiale in Singapur. Wirecard bestritt die Vorwürfe und reichte eine Klage gegen die Financial Times sowie eine Klage wegen Kursmanipulation ein.
Am 18. Februar 2019 verbot die Bundesanstalt für Finanzdienstleistungsaufsicht (BaFin) für zwei Monate die Etablierung und Vergrößerung von Netto-Leerverkaufspositionen für Aktien von Wirecard. Mit ihrer Entscheidung schuf die Bonner Behörde einen Präzedenzfall, der spätestens mit der Veröffentlichung einzelner Passagen der entsprechenden BaFin-Akte für heftige Diskussionen sorgte. Nach Recherchen des Handelsblatts unterstützte die Deutsche Bundesbank das Leerverkaufsverbot nicht, trotzdem erließ BaFin-Direktorin Elisabeth Roegele es, weil die Bundesbank zwar für die Stabilität des Finanzsystems, nicht aber für das Marktvertrauen im Sinne des Anlegerschutzes zuständig sei. Am Markt, so das Handelsblatt, wurde die Bafin in der Folge als verlängerter Arm Wirecards wahrgenommen. Banken hingegen, die als Anlagevermittler aufgetreten sind, hätten ihrer Pflicht nachkommen müssen, indem sie die Anleger über die negative Berichterstattung über Wirecard informieren. Die Staatsanwaltschaft München I leitete ein Ermittlungsverfahren gegen einen FT-Journalisten wegen Verstößen gegen das Wertpapierhandelsgesetz ein, das erst Anfang September 2020 eingestellt wurde, ohne dass Belege für Verstöße gefunden wurden. Eine Untersuchung der Anwaltskanzlei Rajah & Tann aus Singapur ergab Unregelmäßigkeiten, die aber keinen wesentlichen Einfluss auf die Bilanz gehabt hätten. Daher reichte Wirecard eine Unterlassungsklage gegen die Financial Times ein, um das Ende der Berichterstattung und eine Entschädigung der Aktionäre zu erreichen. Im Februar 2019 gründete der Aufsichtsrat von Wirecard einen eigenen Prüfungsausschuss unter Vorsitz des neuen Aufsichtsratmitglieds Thomas Eichelmann.
Anfang Juli 2019 wurde bekannt, dass die FDP-Bundestagsfraktion um Christian Lindner an die Bundesregierung eine Kleine Anfrage nach konkreten Hinweisen auf Kursmanipulation bei der Wirecard-Aktie im Jahr 2019 stellte. In ihrer Antwort bewertete die Bundesregierung das Eingreifen der BaFin als richtig und gab Details aus laufenden Ermittlungen bekannt. So sei ein Börsenhändler in London vorab über die kritischen FT-Artikel informiert worden und die ermittelten Leerverkäufer seien von früheren Attacken bekannt gewesen. Die Regierung lehnte Anfragen zu Verbindungen zwischen Leerverkäufern und FT-Journalisten wegen der laufenden Verfahren ab. Die BaFin hatte im April 2019 gegen FT-Journalisten und andere Personen Strafanzeige wegen des Verdachts auf Marktmanipulation erstattet.
Am 15. Oktober 2019 erhob die Financial Times erneut den Vorwurf der Manipulation. Interne Unterlagen würden nahelegen, dass Wirecard zu hohe Umsätze und Gewinne bei Tochtergesellschaften angegeben habe. Wirecard wies auch diese Vorwürfe zurück und beauftragte die Wirtschaftsprüfungsgesellschaft KPMG im Oktober 2019 mit einer Sonderprüfung, um sie zu entkräften. Hierzu übernahm Eichelmann, Vorsitzender des Prüfungsausschusses, Anfang Januar 2020 auch den Vorsitz im Aufsichtsrat.
Das Ergebnis der KPMG-Untersuchung wurde Ende April 2020 veröffentlicht. Demzufolge konnten nicht alle Daten vollständig ausgewertet und somit die Vorwürfe nicht völlig ausgeräumt werden. Im Bereich Drittpartnergeschäft konnte KPMG keine Aussage über das Vorhandensein oder Nichtvorhandensein bestimmter Umsatzerlöse treffen. Markus Braun behauptete allerdings, Wirecard sei durch den Bericht entlastet. Der Vorstand veröffentlichte daraufhin eine Ad-hoc-Mitteilung, dass KPMG keine Belege für eine mögliche Bilanzmanipulation gefunden hätte, eine Korrektur der Jahresabschlüsse sei nicht nötig. Wirecard verschob die Veröffentlichung des Geschäftsberichts 2019 und sagte die Bilanzpressekonferenz ab, ohne einen neuen Termin zu nennen. Der Aktienkurs fiel nach der Ad-hoc-Mitteilung um 26 %. Zahlreiche Leerverkäufer wie TCI oder Armin S erstatteten Strafanzeige gegen die Geschäftsführung.
Die BaFin erstattete Anfang Juni 2020 wegen Verdacht auf Marktmanipulation Anzeige, dieses Mal gegen den Vorstandsvorsitzenden Braun und drei weitere Vorstandsmitglieder; die Staatsanwaltschaft ließ die Geschäftsräume von Wirecard durchsuchen.
Am 23. Juni 2020, zwei Tage vor der Insolvenz, rief der Staatssekretär im Bundesfinanzministerium, Jörg Kukies, den Chef der bundeseigenen KfW-Bankentochter Ipex, Klaus Michalak, an. Spiegel Online schrieb im März 2021, offenbar sei es darum gegangen, „dass die Bundesregierung die Insolvenz und das Ausschlachten von Wirecard durch ausländische Finanzunternehmen verhindern und neue Kredite vergeben wollte – per Anweisung an die Ipex-Bank.“

#### Insolvenz
Am 18. Juni 2020 gestand Wirecard ein, dass die Wirtschaftsprüfungsgesellschaft Ernst & Young für das Jahr 2019 keine ausreichenden Nachweise über die Existenz von Bankguthaben auf Treuhandkonten in Höhe von 1,9 Milliarden Euro ermitteln konnte. Dieser Betrag entsprach etwa einem Viertel der Bilanzsumme von Wirecard. Ernst & Young, das seit zehn Jahren die Bilanzen von Wirecard jährlich bestätigt hatte, verweigerte daher erstmals das Testat für die Bilanz des Geschäftsjahrs 2019. Wirecard warnte, dass ohne eine testierte Bilanz am Folgetag mehrere Banken Kredite über insgesamt rund 2 Mrd. Euro kündigen könnten. Der Handel mit der Wirecard-Aktie wurde zeitweilig ausgesetzt. Am 22. Juni 2020 teilte Wirecard in einer Ad-hoc-Meldung mit, dass Guthaben auf Treuhandkonten über 1,9 Mrd. Euro „mit überwiegender Wahrscheinlichkeit nicht existieren“. Dadurch stürzte der Börsenkurs um mehr als zwei Drittel ab.
Der langjährige Vorstandsvorsitzende Markus Braun trat daraufhin zurück. Er wurde später unter dem Vorwurf der Vortäuschung von Einnahmen und Marktmanipulation festgenommen und am Folgetag gegen eine Kaution von 5 Millionen Euro zunächst wieder auf freien Fuß gesetzt. Auch gegen den am 22. Juni 2020 fristlos entlassenen und zuvor als Chief Operating Officer tätigen Vorstand Jan Marsalek wurde ein Haftbefehl erwirkt. Marsalek hatte zunächst über einen Anwalt erklären lassen, er werde sich der Münchener Staatsanwaltschaft stellen, kam dem jedoch nicht nach und flüchtete. Er galt als Vertrauter und „rechte Hand“ von Markus Braun. Am 22. Juli wurde Markus Braun wegen eines neuen Haftbefehls erneut verhaftet. Mit ihm kamen ein ehemaliger Chief Financial Officer und ein früherer Chefbuchhalter in Untersuchungshaft. Die Tatvorwürfe wurden laut Staatsanwaltschaft auf Basis der Aussagen eines Kronzeugen „ganz erheblich“ erweitert. Die drei festgenommenen Personen hätten seit 2015 Einnahmen vorgetäuscht und damit tatsächliche Verluste verschleiern wollen.
Am 25. Juni 2020 stellte Wirecard einen Insolvenzantrag wegen drohender Zahlungsunfähigkeit und Überschuldung. Am 24. August schied Wirecard aus dem DAX und dem TecDAX aus; am nächsten Tag übernahm mit der Eröffnung des Insolvenzverfahrens Michael Jaffé als Insolvenzverwalter die Leitung vom Interims-Vorstandsvorsitzenden James Freis und den beiden verbliebenen Vorständen Susanne Steidl und Alexander von Knoop, denen gekündigt wurde. Jaffé kündigte zudem die Entlassung von 730 der 1.300 Mitarbeiter an. Am 11. September schied Freis als Vorstandsvorsitzender aus. Mitte November 2020 teilte Jaffé mit, dass die spanische Banco Santander die Technologieplattform von Wirecard in Europa sowie alle dafür notwendigen Vermögenswerte und den Großteil der davon betroffenen Wirecard-Mitarbeiter übernehme. Nach Angaben von Santander sollen rund 500 Mitarbeiter in das Unternehmen wechseln. Santander übernehme keine Wirecard-Unternehmen und keine rechtliche Haftung für deren Aktivitäten. Laut der Süddeutschen Zeitung soll Santander dafür mehr als 100 Millionen Euro bezahlen und auch Teile des Geschäfts der Wirecard Bank übernehmen. Im Dezember 2020 wurde ein im Auftrag von Wirecard-Gläubigern erstelltes Gutachten in der Zeitschrift für Wirtschaftsrecht veröffentlicht, welches Ansprüche der Wirecard-Aktionäre an der vorhandenen Insolvenzmasse zurückweist.

### Geplante Übernahme der Deutschen Bank
Kurz vor der Insolvenz hatte Braun die Beratungsgesellschaft McKinsey & Company beauftragt, eine Strategie zur Übernahme der Deutschen Bank auszuarbeiten. Der Plan hatte den Codenamen «Project Panther». Die Marktkapitalisierung von Wirecard lag 2018 bei etwa 16 Mrd. Euro, während die des Traditionsunternehmens nur etwa 14 Mrd. Euro betrug. Das mit der Übernahme gebildete Unternehmen sollte den Namen „Wirebank“ tragen und „wie eine Fintech-Bank in der Größenordnung einer globalen Bank denken und handeln“. In der 40-seitigen Präsentation vom November 2019 gingen die McKinsey-Berater davon aus, dass das neue Unternehmen im Jahr 2025 6 Mrd. Euro Gewinn zusätzlich erwirtschaften könne. Durch die Übernahme hätte Wirecard seine Bilanzlücken und Scheingeschäfte durch die Einbettung in die wesentlich größere Bilanz der Deutschen Bank kaschieren können, was ein Ausweg vor der drohenden Insolvenz gewesen wäre. Vor einer Übernahme wäre eine Sonderprüfung der Wirecard-Bücher benötigt worden, um ein einwandfreies Testat der Wirtschaftsprüfer KPMG zu erhalten; dieses kam jedoch nie. Die „Gespräche über eine engere Zusammenarbeit“ wurden nach Aussagen von Christian Sewing, Vorstandsvorsitzender der Deutschen Bank, ergebnislos beendet. Von Übernahmeplänen wusste Sewing zum Zeitpunkt der Gespräche nichts.

### Lobbyisten und Berater
Wirecard unterhielt ein großes Netzwerk an Beratern und Lobbyisten, die für unterschiedliche Interessensbereiche des Unternehmens ihre Kontakte nutzten. Details zu ihren Tätigkeiten versuchte der Untersuchungsausschuss in Erfahrung zu bringen. Für das Unternehmen tätig waren u. a.:
- Ole von Beust (CDU), ehemaliger Hamburger Bürgermeister[120]
- Klaus-Dieter Fritsche (CSU), ehemaliger Staatssekretär im Bundeskanzleramt für Geheimdienste, „Sicherheitsberater“ für Wirecard[121]
- Waldemar Kindler, ehemaliger Polizeipräsident Bayerns, beriet Wirecard u. a. zu Geldwäscheprävention[122]
- Karl-Theodor zu Guttenberg (CSU), ehemaliger Verteidigungsminister, lobbyierte für den Markt in der Volksrepublik China für Wirecard bei der Bundesregierung und den „Aktionsplan Leerverkauf“ des Konzerns[123][124]
- Kai Diekmann, ehemaliger Chefredakteur von Bild, wurde über eine Agentur für Wirecard tätig und setzte sich für das Unternehmen gegen Leerverkäufe ein[125]

## Politische Aufarbeitung des Bilanzskandals
Am 1. Oktober 2020 beschloss der Deutsche Bundestag mit den Stimmen der Oppositionsparteien AfD, FDP, Die Linke und Bündnis 90/Die Grünen die Einrichtung eines von der FDP, der Linken und den Grünen beantragten Untersuchungsausschusses zum Fall Wirecard, der aus neun Mitgliedern bestand. Die Regierungsparteien CDU, CSU und SPD enthielten sich. Der Ausschuss sollte klären, ob die Bundesregierung und Behörden wie die BaFin über Vorkommnisse bei Wirecard informiert waren und ob sie ihren Aufsichtspflichten nachgekommen sind. Auch mögliche Verbindungen des Unternehmens zu Geheimdiensten sollten aufgedeckt und untersucht werden. Der Ausschuss nahm am 8. Oktober seine Arbeit auf. In der konstituierenden Sitzung wurde der AfD-Bundestagsabgeordnete Kay Gottschalk zum Vorsitzenden gewählt. In seiner zweiten Sitzung am 5. November bezeichnete Kilian Kleinschmidt, Unternehmer und Ex-Mitarbeiter des Flüchtlingskommissariats der Vereinten Nationen (UNHCR), der mit Marsalek bei einem Projekt in Libyen Kontakt hatte und als Sachverständiger aussagte, Wirecard als „Finanzierungsdarknet für Milizen und Dienste“. Der ebenfalls als Sachverständiger aussagende Dan McCrum erklärte, die BaFin habe niemals mit ihm oder seiner Zeitung Kontakt aufgenommen, und ihr Ermittlungsverfahren gegen ihn sei nur aufgrund von Annahmen angestrengt worden.
Die Aufsichtsbehörde APAS warf den Prüfern von EY Ende September 2020 schwere Fehler und Versäumnisse bei der Prüfung der Jahresbilanzen 2015 bis 2017 vor und stellte Strafanzeige. Der Deutschland-Chef der Wirtschaftsprüfungsgesellschaft EY, Hubert Barth, trat im Februar 2021 von seiner Stellung zurück. Infolge des Bilanzskandals mussten schon Ende Januar 2021 der Chef der Finanzaufsicht BaFin, Felix Hufeld, sowie dessen Stellvertreterin und zugleich Exekutivdirektorin für die Wertpapieraufsicht, Elisabeth Roegele, zurücktreten. Auch Edgar Ernst, Präsident der Deutschen Prüfstelle für Rechnungslegung (DPR) – die so genannte „Bilanzpolizei“ – legt zum Jahresende 2021 sein Amt nieder.

## Juristische Aufarbeitung durch die Staatsanwaltschaft München
Am 14. März 2022 teilte die Staatsanwaltschaft München mit, Anklage gegen den früheren Unternehmenschef Markus Braun und zwei weitere ehemalige Wirecard-Manager erhoben zu haben. Ihnen wird „bandenmäßiges Vorgehen“, die Veruntreuung des Wirecard-Vermögens, Bilanzfälschung und die Manipulation des Aktienkurses des Unternehmens vorgeworfen. Nach dem Stand der Ermittlungen habe Braun spätestens seit 2015 von den Unternehmensverlusten gewusst. Er und seine Mitangeklagten hätten daraufhin mit vorgetäuschten Geschäften vor allem in Asien die Bilanzen des Zahlungsdienstleisters gefälscht. Kreditgebende Banken seien so um insgesamt 3,1 Mrd. Euro geschädigt worden. Braun habe laut Anklage die falschen Bilanzen wissentlich unterschrieben.
Ende Juli 2024 stellte die Staatsanwaltschaft die Ermittlungen gegen 11 Beschuldigte „mangels Tatnachweises“ ein. Die Ermittlungen gegen 21 weitere Personen dauern an (Stand: Juli 2024).

## Produkte und Dienstleistungen
Wirecard bot Produkte und Dienstleistungen in den Bereichen mobiles Bezahlen, E-Commerce, Finanztechnologie und Mehrwertdienste an. Hierbei kooperierte Wirecard mit rund 280.000 Unternehmen (Stand: Dezember 2018), darunter u. a. Orange Bank, Air France-KLM, Rakuten, BASF, Getty Images, Flughafen München, Telefónica, Aldi oder Ikea Thailand. Wirecard gab Kredit- und Geschenkkarten heraus, auch virtuelle. Unterstützt wurden u. a. Visa, Mastercard, American Express, Discover/Diners, JCB, Alipay, Apple Pay sowie China UnionPay.

### Mobiles Bezahlen
Von 2015 bis 2020 bot Wirecard die mobile App boon für Bezahlvorgänge an, die auf einer virtuellen Prepaid-Mastercard basiert. boon ermöglichte kontaktloses Bezahlen per NFC-Technik. Für solche Zahlungen nutzte Wirecard die HCE-Technologie (Host Card Emulation) und BLE (Bluetooth Low Energy). Daneben konnten auch weitere Transaktionen wie Überweisungen getätigt werden. Wegen der Insolvenz von Wirecard wurde der Dienst zum 3. Oktober 2020 eingestellt.
Im Oktober 2019 startete die Wirecard Bank die App boon Planet (Eigenschreibweise: boon.PLANET) im Sinne einer mobilen Direktbank. Hierzu gehörten eine physische und eine virtuelle Kreditkarte (Debit Mastercard) sowie ein Girokonto. Zur Einführung weiterer Services schloss Wirecard eine Kooperation mit dem Mobilitätsdienstleister Here Mobility. Die Wirecard Bank ist durch die Entschädigungseinrichtung deutscher Banken geschützt. Am 15. Oktober 2020 wurde boon Planet eingestellt.

### E-Commerce
Die Wirecard Bank prüfte die Kreditwürdigkeit von Kunden und garantierte Bezahlungen auch bei Zahlungsausfall. Für damit verbundene Risiken erhielt die Wirecard Bank als Makler zwischen Käufer und Händler weniger als zwei Prozent des Zahlbetrages sowie umfängliche Kundendaten. Ein Schwerpunkt war das Reisegewerbe. So übernahm Wirecard 2007 die Zahlungsabwicklung und Kreditkontrolle für den Reiseanbieter TUI und 2014 für Air France-KLM.
Im Bereich Konsumgüter übernahm Wirecard die Abwicklung des Onlinegeschäfts beim Schuhhändler Tamaris. Im Telekommunikationsbereich schloss Wirecard Verträge mit O2 ab.
Seit 2014 bot Wirecard mit einem Checkout-Portal unter checkoutportal.com Lösungen zur Einbindung unterschiedlicher Zahlungsarten in Online-Shops an, die sich an kleine und mittelständische Unternehmen sowie virtuelle Marktplätze richtete.
Ab Ende 2019 stellte Wirecard die Bezahllösung für das Angebot Your Gateway to China der Schweizerischen Post bereit. Über das Angebot bot die Post Markteintrittsberatung, Logistik, Verzollung und die Anbindung an lokale Marktplätze für Einzelhändler in Deutschland, Österreich und der Schweiz. Wirecard wickelte Transaktionen mit chinesischen Zahlungsmethoden ab.

### Digitalisierung des Einzelhandels

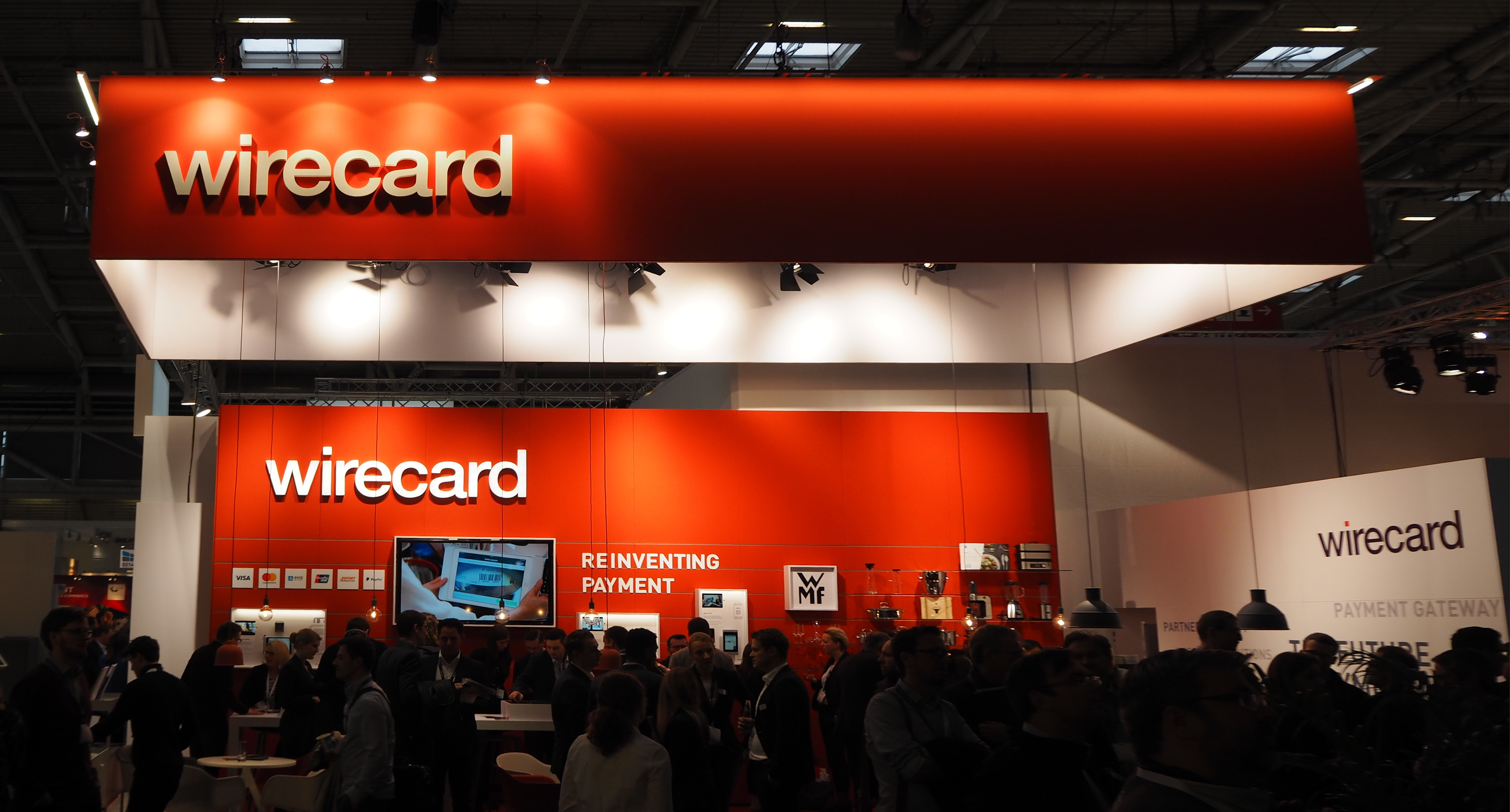
Messestand von Wirecard auf dem Internet World Fair 2017

Das Unternehmen bot außerdem Produkte für den stationären Einzelhandel bei der Digitalisierung an, etwa zusammen mit T-Systems beim Connected-Store-Projekt, das IoT-Technologie nutzt. Dieses Marktkonzept verknüpft die Daten von Sensoren, intelligenten Waagen und Kameras mit Datenanalyse- und KI-Software. Wirecard stellte dafür eine App bereit, die Kunden interaktiv leitet. Sie bietet auch eine „unsichtbare“ Bezahlung beim Verlassen des Marktes und nutzt dazu biometrische Kundendaten.
Mit Angeboten für Onlinehändler und Einzelhändler erzielte Wirecard nach Angaben von Internet World von 2017 nahezu die Hälfte des Konzernumsatzes. Im März 2019 wurden zwei neue Erweiterungen für das Shopsystem der Adobe-Tochter Magento angekündigt, um die Integration von Onlineshops in Wirecards Plattform zu vereinfachen.

### Integration chinesischer Zahlungsmethoden für Europa
Seit 2015 bot die Wirecard Bank mit Alipay chinesischen Reisenden ihre gewohnte Zahlungsmethode im Euroraum an. Dazu kooperierte sie mit Einzelhändlern wie zB. Rossmann, Printemps, The Body Shop, Swatch oder der National Bank of Greece. Seit 2017 kooperierte Wirecard auch mit WeChat Pay.
Seit 2018 kooperierte Wirecard mit Gebr. Heinemann, dem größten Betreiber von Duty-Free-Shops an Flughäfen in Europa, um auch chinesische Zahlungsmethoden zu integrieren. Ende 2018 führte Wirecard in Stuttgart Alipay und WeChat Pay als Bezahlmethoden bei Einzelhändlern, Restaurants, Museen und den Verkehrsbetrieben ein. Stuttgart war damit die erste Stadt Deutschlands, in der das Projekt „China Pay City“ umgesetzt wurde. Wirecard plante, das Projekt auf andere Städte auszuweiten.

### Finanztechnologie
Seit März 2018 bot Wirecard Geschäftskunden der Mizuho Financial Group Kartenausgabedienste (Acquiring und Issuing) in Asien an. Im April 2018 vereinbarte Wirecard mit der Unit Crédit Agricole Payment Services (CAPS) der französischen Großbank Crédit Agricole Kooperationen im digitalen Zahlungsverkehr.
Viele Finanztechnologie-Unternehmen nutzten die Banklizenz von Wirecard. Beispiele sind das Start-Up Number26 (bis 2016), das „Smartphone-Konto“ Bankomo oder der Mobile-Banking-Anbieter Mondo. Des Weiteren arbeitete Wirecard mit bekannten FinTechs wie Curve, Funding Circle oder Lendico zusammen.

## Unternehmensführung
| Vorstand                            | Aufsichtsrat |
| - Michael Jaffé, Insolvenzverwalter | - Thomas Eichelmann (Vorsitzender), ehem. CFO der Deutschen Börse - Stefan Klestil (stv. Vorsitzender), General Partner von Speedinvest, Wien - Anastassia Lauterbach, Unternehmerin und CEO von Lauterbach Consulting and Venturing - Vuyiswa V. M'Cwabeni, Managerin bei SAP - Wulf Matthias, ehem. Generalbevollmächtigter von Sal. Oppenheim |

## Kennzahlen
| Geschäftsjahr | Umsatz in Mio. € | Gewinn in Mio. € | Mitarbeiter (Jahresdurchschnitt) |
| ------------- | ---------------- | ---------------- | -------------------------------- |
| 2004          | 6,8              | 0,05             | 18                               |
| 2005          | 54,1             | 8,00             | 323                              |
| 2006          | 81,9             | 15,44            | 361                              |
| 2007          | 134,2            | 30,47            | 459                              |
| 2008          | 196,8            | 42,31            | 442                              |
| 2009          | 228,5            | 45,52            | 468                              |
| 2010          | 271,6            | 53,97            | 500                              |
| 2011          | 324,8            | 61,19            | 498                              |
| 2012          | 394,6            | 73,29            | 674                              |
| 2013          | 481,7            | 82,73            | 1.025                            |
| 2014          | 601,0            | 107,92           | 1.750                            |
| 2015          | 771,3            | 142,64           | 2.300                            |
| 2016          | 1.028,4          | 266,74           | 3.766                            |
| 2017          | 1.490,0          | 259,72           | 4.449                            |
| 2018          | 2.016,2          | 347,40           | 5.154                            |

Stand: 31. Dezember 2018
Die Tabelle zeigt die von Wirecard veröffentlichten Zahlen. Im Hinblick auf die Verweigerung des Testats der Bilanz für das Geschäftsjahr 2019 (s. o.) wurden auch Zweifel an den Bilanzen der früheren Geschäftsjahre laut. Es kann daher sein, dass die Zahlen nicht die tatsächlichen wirtschaftlichen Verhältnisse widerspiegeln.
Im Mai 2022 wurden auf Antrag des Insolvenzverwalters Jaffé die Jahresabschlüsse für die Jahre 2017 und 2018 vom Landgericht München I für nichtig erklärt, da Wirecard gegen die Grundsätze ordnungsmäßiger Buchführung verstoßen habe.

## Wirecard Bank
Seit Januar 2006 war die Wirecard Bank Teil der Wirecard-Unternehmensgruppe und verfügte über eine deutsche Banklizenz. Die Bank hatte Verträge mit mehreren Kartenorganisationen und konnte für deren Kredit- und Debitkarten-Marken Kartenakzeptanzverträge (Acquiring) schließen. Die Wirecard Bank war Mitglied im Bundesverband deutscher Banken sowie dessen Einlagensicherungsfonds. Die Wirecard Bank war dem genossenschaftlichen Rechenzentrum der Fiducia & GAD IT AG angeschlossen und nutzte als Kernbankensystem agree21. Vor der Fusion der beiden Vorgängerinstitute der FGI nutzte die Wirecard Bank bank21 von GAD eG.
Ab November 2006 hatte Wirecard eine virtuelle Prepaid-MasterCard, auf Wunsch auch als Plastikkarte, im Angebot.
Seit 2010 war die mycard2go (vormals wirecard 2Go VISA) im Portfolio der Bank – eine Prepaid-Kreditkarte, die im Einzelhandel gekauft und bereits beim Kauf mit Guthaben aufgeladen werden konnte. Vor der Nutzung war noch eine Online-Aktivierung notwendig. Das Programm ist seit 31. Mai 2020 eingestellt. Kunden wurde ein Wechsel auf die Banking-App boon.Planet angeboten. Die App ist seit 15. Oktober 2020 eingestellt.
Wirecard dementierte mehrfach Vorwürfe der Geldwäsche.
Nach der Insolvenz von Wirecard wurden Teile des Geschäfts der Wirecard Bank im März 2021 an Banco Santander verkauft. Die Bank selbst soll abgewickelt werden. Die Banklizenz der Wirecard Bank wurde zum 9. Dezember 2021 zurückgegeben und der Name in WDB Abwicklungs AG geändert.
Ende 2020 gab es aus dem Umfeld des Wirecard-Untersuchungsausschusses Zweifel an der Bilanz der Wirecard Bank für 2019. Diese war nicht von EY, sondern von PricewaterhouseCoopers geprüft worden.

## Wirecard Card Solutions Ltd.
Die Wirecard Card Solutions Ltd. (WDCS) war ein Tochterunternehmen der Wirecard mit Sitz in Newcastle upon Tyne, Vereinigtes Königreich und bot Prepaid-Kreditkarten-Lösungen für Geschäftskunden (u. a. Skrill) an. Sie hielt wie ihre Muttergesellschaft Lizenzen von MasterCard und Visa sowie eine E-Money-Lizenz und war von der Regulierungsbehörde FCA autorisiert. Der Standort Newcastle entstand 2011, als Wirecard das mit 1,5 Millionen Prepaidkarten in sechs europäischen Ländern vertretene Prepaidkarten-Geschäft der Genossenschaftsbank Newcastle Building Society für 7,5 Mio. Britische Pfund (GBP) (rund 8,9 Mio. Euro) übernahm. Abhängig vom Erfolg wurden weitere Earn-Out Zahlungen in Höhe von bis zu 1,5 Mio. GBP (ca. 1,8 Mio. Euro) für 2012 und bis zu 1,0 Mio. GBP (ca. 1,2 Mio. Euro) für 2013 vereinbart. Die 24 Mitarbeiter des ehemaligen Prepaidkarten-Geschäftes wurden mit übernommen.
Im September 2020 übernahm der britische Finanzdienstleister Railsbank in einem Asset Deal das Kundenportfolio und die Technologie von WDCS. Das Unternehmen verblieb im Wirecard-Konzern.
Im November 2021 wurde Wirecard Card Solutions Limited liquidiert. Zuvor hatte die Wirecard Card Solutions Limited ihre Geschäftstätigkeit eingestellt. In Absprache mit den Programmmanagern der jeweiligen Kartenprogramme wurden alle von der Wirecard Card Solutions Limited gehaltenen Karteninhabergelder an ein ordnungsgemäß zugelassenes E-Geld-Institut (oder ein gleichwertiges Institut) übertragen.

## Dokumentarfilme
- Philipp Grüll, Arne Meyer-Fünffinger, Josef Streule, Sabina Wolf: Der Fall Wirecard: Von Sehern, Blendern und Verblendeten in der BR-Mediathek. Video (45 Min.), abrufbar bis 19. Oktober 2026 (DokThema, Politische Doku; Erstausstrahlung am 7. Dezember 2020 (Die Story im Ersten))
- UFA Fiction: Der Große Fake – die Wirecard Story (31. März 2021, Veröffentlichung am 22. April 2021), Dokudrama[195]
- Netflix: Skandal! – Der Sturz von Wirecard
- RBB und andere, produziert von Gabriela Sperl: Wirecard – Die Milliardenlüge, 2021 (99 Minuten)
- ZDFinfo: Wirecard: Game over (2021, 59 min)

## Theaterstücke
- „Villa Alfons“ – Theaterstück von David Gieselmann, Komödie mit Bezug zu Wirecard-Akteuren. Das Stück wurde 2021 am Staatstheater Mainz uraufgeführt.[196]
- „Kick & Kollaps“ – Theaterstück von Clemens Bechtel und Jan Böttcher, handelt von einem Zahlungsdienstleister mit einem markanten CEO und COO. Das Stück wurde am 1. Oktober 2022 am E.T.A.-Hoffmann Theater in Bamberg uraufgeführt.[197]